# Liliana Juarez
Liliana Juarez Andino (ur. 2 grudnia 1998) – szwedzka zapaśniczka walcząca w stylu wolnym. Zajęła ósme miejsce w Pucharze Świata w 2018. Mistrzyni nordycka w 2018 roku.